# Smyha
Smyha (en ukrainien : Смига) ou Smyga (en russe : Смыга ; en polonais : Smyga) est une commune urbaine de l'oblast de Rivne, en Ukraine. Sa population s'élevait à 2 597 habitants en 2021.

## Géographie
Smyha est située au sud de l'oblast, à 55 km au sud-ouest de Rivne et à 20 km au sud de Doubno, centre administratif du raïon dont Smyha fait partie. La ville la plus proche est Kremenets, dans l'oblast de Ternopil, à 15 km au sud par la route.

## Histoire
La localité est tout d'abord un village fondée en 1861 sous le nom de Kenneberg (en ukrainien : Кеннеберг). En 1928, il est rebaptisé Smyha. En 1981, Smyha reçoit le statut de  commune urbaine.

## Population
Recensements (*) ou estimations de la population :
| 1989* | 2001* | 2010  | 2011  | 2012  | 2013  | 2014  |
| ----- | ----- | ----- | ----- | ----- | ----- | ----- |
| 2 254 | 2 799 | 2 647 | 2 654 | 2 681 | 2 696 | 2 685 |

| 2015  | 2016  | 2017  | 2018  | 2019  | 2020  | 2021  |
| ----- | ----- | ----- | ----- | ----- | ----- | ----- |
| 2 704 | 2 707 | 2 712 | 2 718 | 2 668 | 2 616 | 2 597 |

## Transports
Smyha se trouve à 24 km de Doubno par la route route européenne 85 ou route ukrainienne M-19. Smyha possède une gare ferroviaire sur la ligne secondaire Kremenets - Kamianytsia-Volynska.